# 29-es busz (Budapest)
A budapesti 29-es jelzésű autóbusz a Szentlélek tér és Hűvösvölgy között közlekedik. A viszonylatot a Budapesti Közlekedési Zrt. üzemelteti. A Szentlélek tér és Verecke lépcső megállóhely között szakaszon vele párhuzamosan, majd a 11-es busz útvonalát követve tovább a Batthyány térig 111-es jelzéssel is közlekedik autóbusz a munkanapi csúcsidőszakokban.

## Története
1938. augusztus 15-én 29-es jelzéssel a Pálffy tér (mai Bem József tér) és a Csatárka utca között jártak a buszok. 1939 szeptemberében a 29-es busz szünetelt, helyette 29A jelzésű járat járt a Kolosy tér és a Csatárka utca között. A háború során többször használták fel a buszokat katonai célokra, végül 1941. április 20-án indult újra a 29-es járat, a 29A pedig megszűnt. 1943. december 31-én újraindult a 29A busz, majd Budapest ostroma miatt 1944-ben mind a két járat megszűnt. A 29-es busz 1946. szeptember 16-án indult el újra, majd 1948. április 5-én lerövidítették a Kolosy térig. 1954. október 25-én a Vörös Hadsereg útjáig (mai Hűvösvölgyi út), 1979. június 1-jén pedig a megszűnő 129-es buszok pótlására a Széher útig hosszabbították. 1982. augusztus 1-jén módosult a Kolosy téren végállomásozó buszok közlekedési rendje, csúcsidőben a HÉV-átszállás biztosítása érdekében a járatok a Szépvölgyi út HÉV-állomás mellett fordultak vissza. (Ez a rendszer 1991. július 31-én szűnt meg.) 2009. augusztus 22-étől a Hűvösvölgyig jár a megszűnő 256-os busz helyett, a Széher úthoz pedig az új 129-es buszok közlekednek. Ugyanekkor Óbudán a Szentlélek térig hosszabbították.

## Járművek
A 29-es buszon régebben Ikarus 260 típusú autóbuszok jártak, később váltották fel őket az Ikarus 415 típusú járművek. Az autóbuszok átcsoportosítása miatt jelenleg újra Ikarus 260-as buszok teljesítik a magas padlós indulásokat. A járművek kiadásáért 1971-es megnyitása óta a BKV Zrt. óbudai telephelye volt a felelős. A 2008-as paraméterkönyv bevezetése után a Nógrád Volán az Ikarusok mellé alacsony belépésű Alfa Localo típusú buszokat is kiadott. Azonban a Nógrád Volán kivonulása miatt 2012. május 1-jétől a vonalra a BKV ad ki a frissen beszerzett Mercedes-Benz Citaro buszokból.
2013. február 1-jétől Alfa Localok is közlekedtek, ezeket a VT Transman adja ki. Majd 2013 végétől Mercedes-Benz Citaro C2-esek is jártak a vonalon (ezeket később a BKV Citarói váltották). 2014 nyarától a Volánbusz által üzemeltetett MAN Lion’s City buszok is közlekedtek a vonalon.
2023-ban a vonalon Mercedes-Benz Citaro O530-as és Mercedes-Benz Conecto NG típusú autóbuszok közlekednek.

## Útvonala
| Hűvösvölgy felé |
| Szentlélek tér H vá. – Árpád fejedelem útja – Szépvölgyi út – Pusztaszeri út – Felső Zöldmáli út – Zöldmáli lejtő – Zöldlomb utca – Csatárka út – Kapy utca – Csévi utca – Pasaréti tér – Kelemen László utca – Hűvösvölgyi út – Hűvösvölgy vá.                                                              |
| Szentlélek tér felé |
| Hűvösvölgy vá. – Hűvösvölgyi út – Kelemen László utca – Pasaréti tér – Csévi utca – Kapy utca – Csatárka út – Zöldlomb utca – Zöldmáli lejtő – Felső Zöldmáli út – Pusztaszeri út – Szépvölgyi út – Kolosy tér – Lajos utca – Pacsirtamező utca – Serfőző utca – Árpád fejedelem útja – Szentlélek tér H vá. |

## Megállóhelyei
| 0  | Szentlélek tér H végállomás | 32 | 34, 106, 118, 134, 137, 218, 226, 237 1, 1A 800, 815, 820, 821, 830, 832, 840, 848 |
| 1  | Serfőző utca                | 31 | 34, 106, 134, 137, 218, 226, 237 1, 1A                                             |
| 3  | Tímár utca H                | ∫  |                                                                                    |
| 4  | Szépvölgyi út H             | ∫  |                                                                                    |
| ∫  | Flórián tér                 | 29 | 9, 111, 118, 137, 218, 237 1, 1A                                                   |
| ∫  | Kiscelli utca               | 28 | 9, 111                                                                             |
| ∫  | Tímár utca                  | 27 | 9, 111                                                                             |
| ∫  | Nagyszombat utca            | 26 | 9, 111                                                                             |
| ∫  | Kolosy tér                  | 24 | 9, 111                                                                             |
| 6  | Kolosy tér                  | 23 | 9, 65, 65A, 111, 165 17, 19, 41                                                    |
| 7  | Ürömi utca                  | 22 | 65, 65A, 111, 165                                                                  |
| 8  | Felhévízi utca              | 21 | 111                                                                                |
| 9  | Pusztaszeri út 25.          | 20 | 111                                                                                |
| 10 | Alsó Zöldmáli út            | 19 | 111                                                                                |
| 11 | Szemlő-hegyi-barlang        | 18 | 111                                                                                |
| 12 | Zöldmáli lejtő              | 17 | 111                                                                                |
| 13 | Csalit utca                 | 16 | 111                                                                                |
| 14 | Zöldkert út                 | 15 | 111                                                                                |
| 15 | Pitypang utca               | 14 | 111                                                                                |
| 16 | Verecke lépcső              | 13 | 11, 111                                                                            |
| 17 | Vöröstorony utca            | 12 |                                                                                    |
| 18 | Nagybányai út               | 11 |                                                                                    |
| 19 | Pasaréti tér                | 9  | 5                                                                                  |
| 20 | Kelemen László utca         | 7  | 129 56, 56A, 59B, 61                                                               |
| 21 | Bölöni György utca          | 6  | 129 56, 56A, 59B, 61                                                               |
| 22 | Szerb Antal utca            | 5  | 129                                                                                |
| 23 | Lipótmezei út               | 4  |                                                                                    |
| 24 | Nyéki út                    | 3  |                                                                                    |
| 25 | Csibor utca                 | 2  |                                                                                    |
| 28 | Hűvösvölgy végállomás       | 0  | 57, 63, 64, 64A, 64B, 157, 157A, 164, 164B, 257, 264 56, 56A, 59B, 61 Gyermekvasút |